# Af-Al-Pi-Chen
Die Af-ʿAl-Pi-Chen (hebräisch אַף עַל פִּי כֵּן ‚trotzdem‘) ist ein ehemaliges Flüchtlingsschiff, das 1947 illegale jüdische Einwanderer nach Palästina brachte. Sie ist als Museumsschiff im Freigelände des David-Hacohen-Museums der illegalen Einwanderung und Marine 
(hebräisch מוּזֵיאוֹן הַהַעֲפָלָה וְחֵיל הֶיָּם ע"ש דָּוִד הַכֹּהֵן Mūsej'ōn ha-Haʿafalah we-Chejl he-Jam ʿal Schem David Hacohen) in Haifa ausgestellt.

## Vorgeschichte
Das Schiff wurde 1941 als Landungsschiff des Typs Landing Craft Tank Mk II für die Kanadische Marine gebaut und unter der Nummer TLC 147 registriert. Im Jahr 1942 wurde es bei der alliierten Landung in Nordafrika eingesetzt. Nach dem Krieg wurde das Schiff 1946 an den Mossad le Alija Bet verkauft, der es unter dem Namen Farida registrieren ließ. Das Schiff sollte für die illegale Einreise von Juden nach Palästina verwendet werden, deswegen erhielt das Schiff den Untergrundnamen HaPoleshet („Der Eindringling“).

## Flüchtlingsschiff
Am 17. September 1947 verließ die Farida unter dem Kommando von Yitschak Landauer mit 434 jüdischen Flüchtlingen als Passagiere, von denen die meisten aus Polen kamen, den Ort Formia an der italienischen Westküste. Die Farida erhielt für diese Fahrt den Namen Af-ʿAl-Pi-Chen, da sie das erste Flüchtlingsschiff mit Ziel Palästina war, nachdem die Exodus von der britischen Marine aufgebracht und ihre Passagiere im Rahmen der Operation Oasis nach Deutschland verbracht worden war.
Am 26. September wurde die Af-ʿAl-Pi-Chen etwa 15 Meilen vor der Küste des südlichen Palästina von einem britischen Zerstörer gesichtet. Tags darauf wurde das Schiff von der britischen Marine aufgebracht, dabei kam es zur Kollision zwischen der Af Al Pi Chen und einem britischen Zerstörer. Die Briten eröffneten das Feuer mit leichten Maschinengewehren und Tränengasgranaten auf die Af-ʿAl-Pi-Chen, dabei wurde ein Flüchtling getötet und neun weitere verletzt.
Die Immigranten wurden mit dem britischen Schiff Empire Rest nach Britisch-Zypern deportiert, die beschlagnahmte Af-ʿAl-Pi-Chen wurde bei den anderen bereits beschlagnahmten Flüchtlingsschiffen im Hafen von Haifa vor Anker gelegt.

## Israelische Marine
Nachdem die letzten Briten im Juli 1948 den Hafen von Haifa verlassen hatten, gelangte die Af-ʿAl-Pi-Chen gemeinsam mit den anderen beschlagnahmten Schiffen der so genannten Schattenflotte The Jewish State, Wedgewood, Hagana, Ben-Hecht, HaTikva und Prato in den Besitz der neuen israelischen Marine und wurde generalüberholt. Das Schiff war bis 1959 im Dienst der Marine und wurde dann ausgemustert.

## Museumsschiff
Nach der Ausmusterung wurde das Schiff an Land gebracht und aufgeständert. Die Af-ʿAl-Pi-Chen ist ein Kernstück des „Museums der illegalen Einwanderung und Marine“, das im September 1969 in Haifa eröffnet wurde. Im Schiffsrumpf wurde ein Teil der Einrichtung nachgebildet, wie sie für die Flüchtlingstransporte verwendet wurde. Zudem dient der Schiffsrumpf als Vorführraum einer Tonbildschau, die den Kampf der heimlichen Einwanderung zeigt. Unter dem Schiffsrumpf sind Exponate aus den britischen Lagern auf Zypern ausgestellt.
Ein Flüchtlingsschiff als Museum zu verwenden, wurde bereits zu Beginn der 1950er Jahre mit der Exodus angestrebt. Bei einem Brand während der Restaurierungsarbeiten wurde die Exodus 1952 jedoch zerstört und ihre ausgebrannte Schiffshülle später bei Haifa versenkt.